# 艾萨克·布洛克
艾薩克·布洛克爵士（Sir Isaac Brock，1769年10月6日—1812年10月13日 †），英國陸軍少將。

## 生平
1769年10月6日，布洛克生於根西的聖彼得港，是一個中產家庭的第八個兒子。他好學的態度讓他自少便培養了閱讀的習慣，即使加入了軍隊後，布洛克仍手不釋卷，除了會閱讀軍事著作，他亦喜愛閱讀歷史和其他書籍。據說布洛克死時，他已經擁有一個小型圖書館，收藏了沙士比亞、伏爾泰以及塞繆爾·莊臣的著作。
他先在根西就讀當地的學校，然後10歲那年被送往南安普敦讀書。
布洛克於1785年，時年15歲時加入了國王的第八步兵團，跟從三位哥哥的步伐從軍。五年之後，布洛克透過捐官的方式購買了中尉的軍階，成為中尉後布洛克積極投入工作，因而在一年後的一月被晉升成為上尉，同年六月，布洛克被派遣至第四十九(赫特福德郡)步兵團。布洛克剛剛加入第四十九步兵團後，他被軍團中的專業決鬥者強迫決鬥。布洛克接受了挑戰，而且選擇用手槍進行決鬥，這震驚了他的朋友，因為布洛克身形龐大(身高188厘米，而根據他死後遺下來的軍服，布洛克的腰圍是120厘米)而且對方是專業射手，意味着布洛克很大機會會中槍。但布洛克仍然無想過要改變主意，決戰當日對方不參加決鬥，根據軍中規定，該決鬥者被趕出營並被迫離開軍隊。事後布洛克因而變得聲名大噪。
1802年，布洛克被派遣至魁北克駐守當地。而1804年至1810年年間布洛克都留在魁北克指揮，其間他先於1805年被晉升成為上校，後來在1810年他再被晉升成陸軍少將並掌控了整個北部加拿大的軍權，一年後，他亦負責處理當地的公務。
其1812年戰爭初期，他在上加拿大地區擊退美軍的進攻，並發動反擊攻入美領五大湖地區，在8月中旬的底特律圍城戰中，巧妙地運用了假情報及心理戰術，透過勸降攻佔了底特律要塞以及俘虜多於自軍數倍的美軍；兩個月後，在昆士頓高地戰鬥中，他在幾乎獲勝的戰況下遭到美軍狙擊手射殺。